# Loyat
Loyat [lɔja] est une commune française située dans le département du Morbihan, en région Bretagne.

## Géographie

### Localisation
La commune de Loyat est situé dans le nord-est du Morbihan. Le bourg est situé à vol d'oiseau à 6,5 km au nord de Ploërmel.

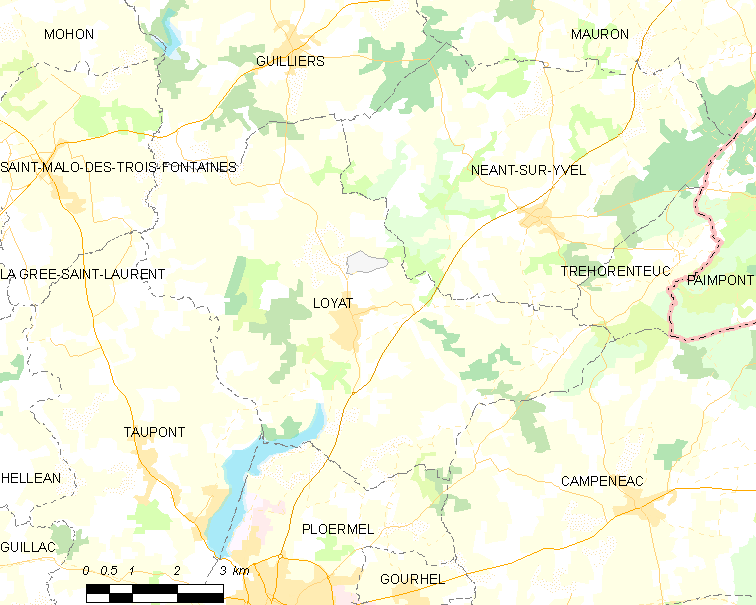
Carte de Loyat et des communes avoisinantes.

| Saint-Malo-des-Trois-Fontaines | Guilliers | Néant-sur-Yvel |
|                                | Loyat     |                |
| Taupont                        | Ploërmel  | Campénéac      |

### Relief et hydrographie
L'altitude varie entre 131 et 32 mètres, le point le plus haut se trouve à la limite orientale de la commune, à l'est du hameau du Vieux-Quily (collines des "Landes Rennaises") et le point le plus bas étant constitué par le Lac au Duc.
La commune est arrosée par l'Yvel, un affluent de rive gauche de l'Oust et un sous-affluent de la Vilaine communal, qui traverse la partie centrale du finage communal et passe juste au sud-est du bourg. Son cours est barré en aval donnant ainsi naissance au Lac au Duc qui s'étend partiellement sur la commune de Loyat.

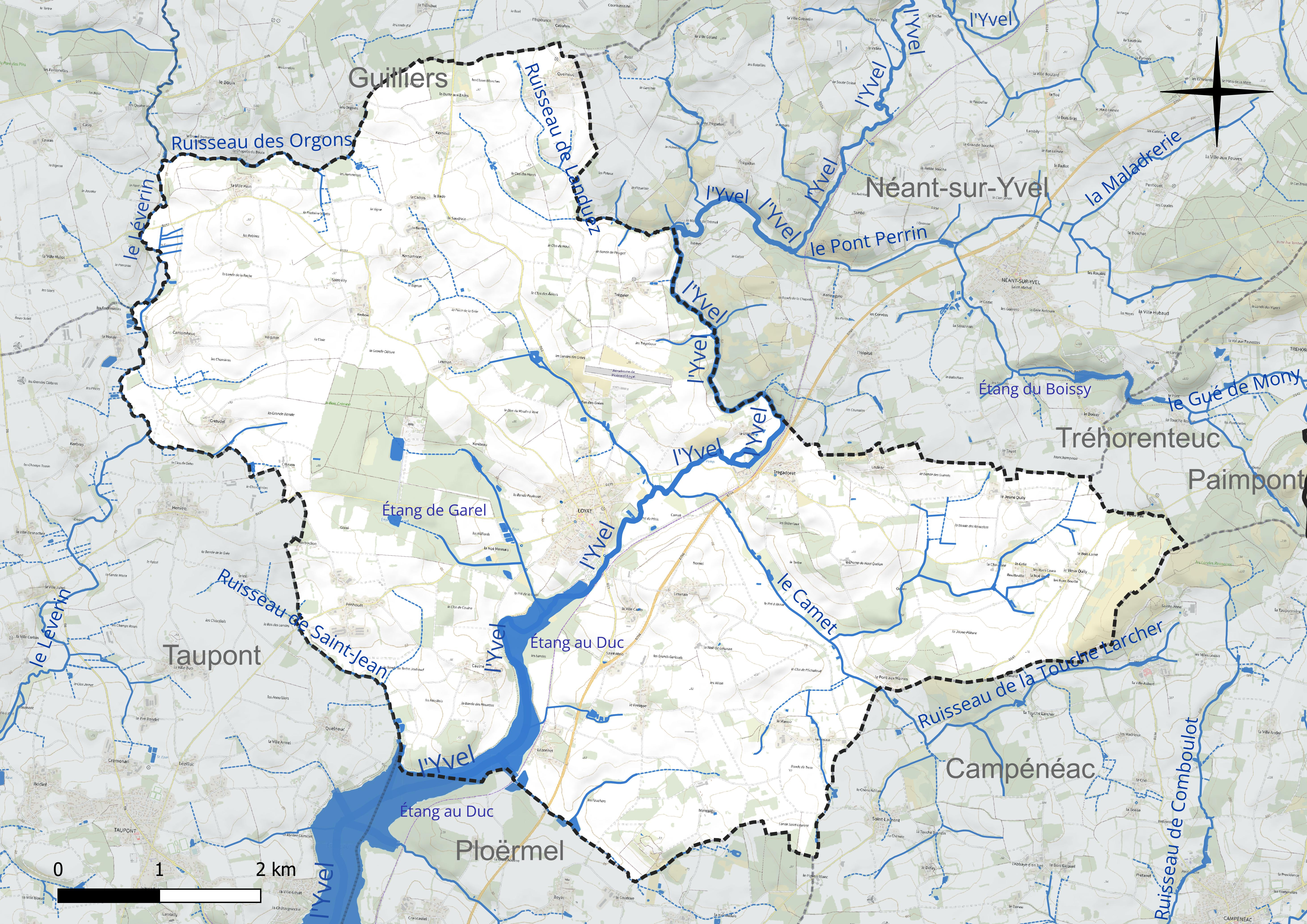
Carte du réseau hydrographique de Loyat.

| - Carte topographique de la commune de Loyat. |

Deux affluents de rive gauche de l'Yvel concernent la commune : le Ruisseau de Camet conflue avec l'Yvel un peu en amont du bourg ; le Ruisseau des Vieux Prés sert de limite communale avec Ploërmel.

### Géologie
La carrière à ciel ouvert de la Butte des Cruches, située à la limite sud-ouest de la commune, et exploitée par la société "Carrières de Saint-Lubin", qui extrayait des grès et schistes datant de l'ordovicien, a cessé son activité en 2020 ; elle avait ouvert en 1989.

### Hydrographie
Pour un article plus général, voir Réseau hydrographique du Morbihan.
La commune est située dans le bassin Loire-Bretagne. Elle est drainée par l'Yvel, le Léverin, le Camet, le ruisseau de Landuez, le ruisseau de Saint-Jean, le ruisseau des Vieux Prés, les Orgons et divers autres petits cours d'eau,.
L'Yvel, d'une longueur de 58 km, prend sa source dans la commune de Saint-Vran et se jette  dans le Ninian à Taupont, après avoir traversé douze communes.  Les caractéristiques hydrologiques de l'Yvel sont données par la station hydrologique située sur la commune. Le débit moyen mensuel est de 2,27 m3/s. Le débit moyen journalier maximum est de 57 m3/s, atteint lors de la crue du 28 décembre 1999. Le débit instantané maximal est quant à lui de 76,3 m3/s, atteint le 5 janvier 2001.
Le Léverin, d'une longueur de 27 km, prend sa source dans la commune de Ménéac et se jette  dans le Ninian à Helléan, après avoir traversé sept communes. 

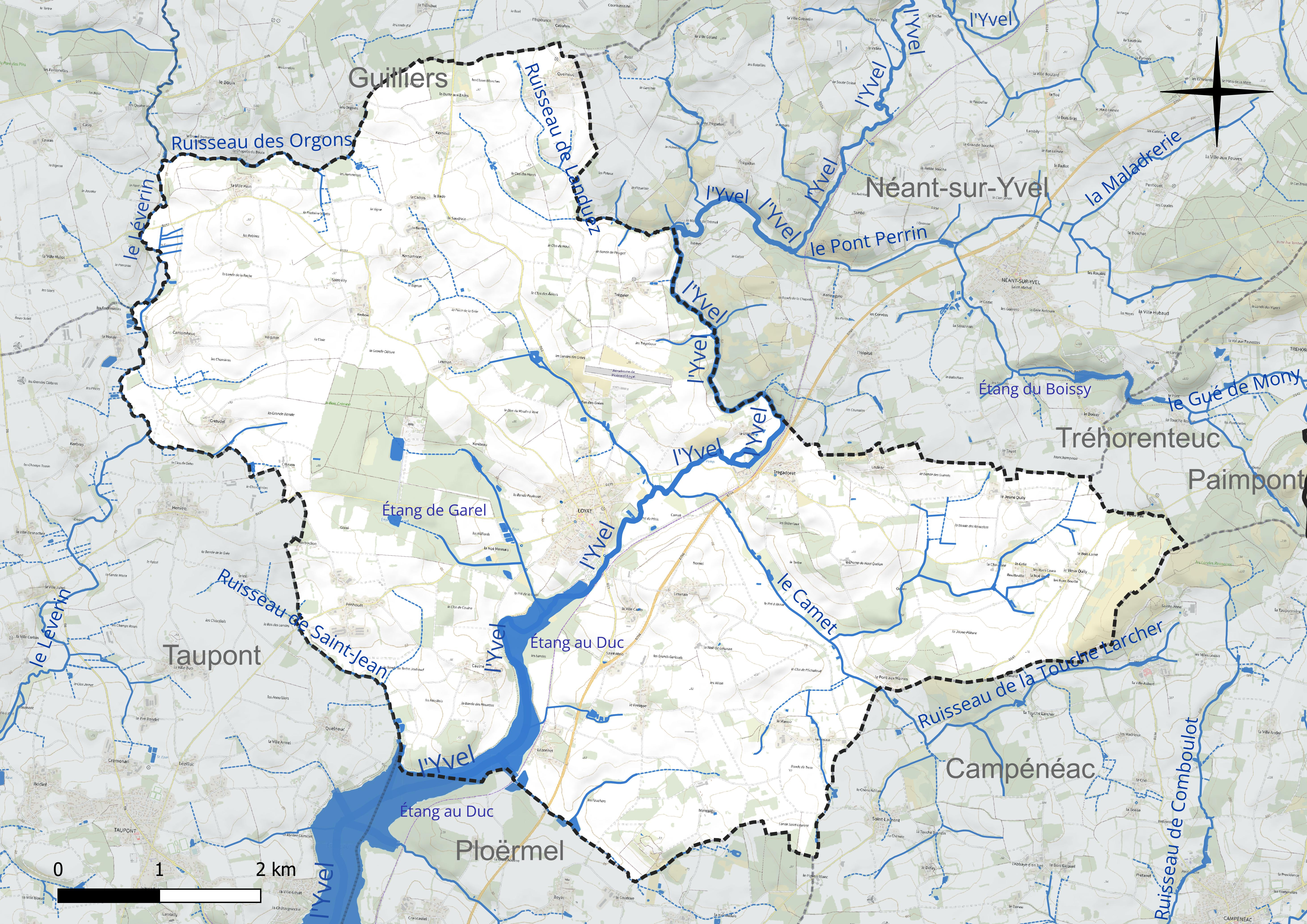
Réseau hydrographique de Loyat.

Deux plans d'eau complètent le réseau hydrographique : l'étang au Duc, d'une superficie totale de 207,7 ha (52,89 ha sur la commune) et l'étang de Garel (1,2 ha),.

### Climat
Pour des articles plus généraux, voir Climat de la Bretagne et Climat du Morbihan.
En 2010, le climat de la commune est de type climat océanique franc, selon une étude du CNRS s'appuyant sur une série de données couvrant la période 1971-2000. En 2020, Météo-France publie une typologie des climats de la France métropolitaine dans laquelle la commune est exposée à un climat océanique et est dans la région climatique  Bretagne orientale et méridionale, Pays nantais, Vendée, caractérisée par une faible pluviométrie en été et une bonne insolation. Parallèlement l'observatoire de l'environnement en Bretagne publie en 2020 un zonage climatique de la région Bretagne, s'appuyant sur des données de Météo-France de 2009. La commune est, selon ce zonage, dans la zone « Intérieur Est », avec des hivers frais, des étés chauds et des pluies modérées.
Pour la période 1971-2000, la température annuelle moyenne est de 11,6 °C, avec une amplitude thermique annuelle de 12,5 °C. Le cumul annuel moyen de précipitations est de 808 mm, avec 12,7 jours de précipitations en janvier et 6,1 jours en juillet. Pour la période 1991-2020, la température moyenne annuelle observée sur la station météorologique la plus proche, située sur la commune de Ploërmel à 6 km à vol d'oiseau, est de 12,0 °C et le cumul annuel moyen de précipitations est de 767,2 mm,. Pour l'avenir, les paramètres climatiques de la commune estimés pour 2050 selon différents scénarios d'émission de gaz à effet de serre sont consultables sur un site dédié publié par Météo-France en novembre 2022.

### Transports
L'ancienne Route nationale 166  (axe Vannes - Ploërmel - Saint-Méen-le-Grand - Dinan - Dinard) traversait la commune de Loyat, mais la partie entre Ploërmel et Dinard, qui concerne Loyat, a été déclassée en une simple route départementale (D 766 pour sa partie morbihannaise).
Le bourg de Loyat n'est desservi sue par des routes secondaires, la principale était la D 13, qui part d'un embranchement de la D766 un peu au nord-est de Ploërmel et  qui, après avoir traversé le bourg de Loyat, se dirige vers Guilliers et Ménéac ; la D 157 se dirige vers Saint-Malo-des-Trois-Fontaines et la D 129 vers Helléan.
L'aérodrome de Ploërmel - Loyat, construit dans la décennie 1970, est un aérodrome civil de tourisme et de loisir.
L'itinéraire du Tro Breizh, pour sa partie allant de Saint-Malo à Vannes (tronçon Tréhorenteuc-Loyat), passe par Loyat.

### Paysages et habitat
Loyat présente des paysages agraires de bocage avec un habitat dispersé formé de hameaux  (appelés localement villages) et fermes isolées. Les principaux hameaux sont Trégadoret, Tréguier, Kernoul, Lézonnet et Lesvran. La commune a conservé son caractère rural, échappant à la rurbanisation, à l'exception du bourg qui s'est largement développé depuis la Seconde Guerre mondiale, principalement en raison de la proximité de Ploërmel.
Le château de Loyat est en position centrale dans la commune et est entouré du bois le plus vaste de celle-ci.

## Urbanisme

### Typologie
Au 1er janvier 2024, Loyat est catégorisée commune rurale à habitat dispersé, selon la nouvelle grille communale de densité à sept niveaux définie par l'Insee en 2022.
Elle est située hors unité urbaine. Par ailleurs la commune fait partie de l'aire d'attraction de Ploërmel, dont elle est une commune de la couronne,. Cette aire, qui regroupe 19 communes, est catégorisée dans les aires de moins de 50 000 habitants,.

### Occupation des sols
L'occupation des sols de la commune, telle qu'elle ressort de la base de données européenne d’occupation biophysique des sols Corine Land Cover (CLC), est marquée par l'importance des territoires agricoles (83,7 % en 2018), une proportion sensiblement équivalente à celle de 1990 (84,1 %). La répartition détaillée en 2018 est la suivante : 
terres arables (55,8 %), zones agricoles hétérogènes (18,5 %), forêts (11,4 %), prairies (9,5 %), milieux à végétation arbustive et/ou herbacée (2 %), zones urbanisées (1,6 %), zones industrielles ou commerciales et réseaux de communication (0,7 %), eaux continentales (0,7 %). L'évolution de l’occupation des sols de la commune et de ses infrastructures peut être observée sur les différentes représentations cartographiques du territoire : la carte de Cassini (XVIIIe siècle), la carte d'état-major (1820-1866) et les cartes ou photos aériennes de l'IGN pour la période actuelle (1950 à aujourd'hui).

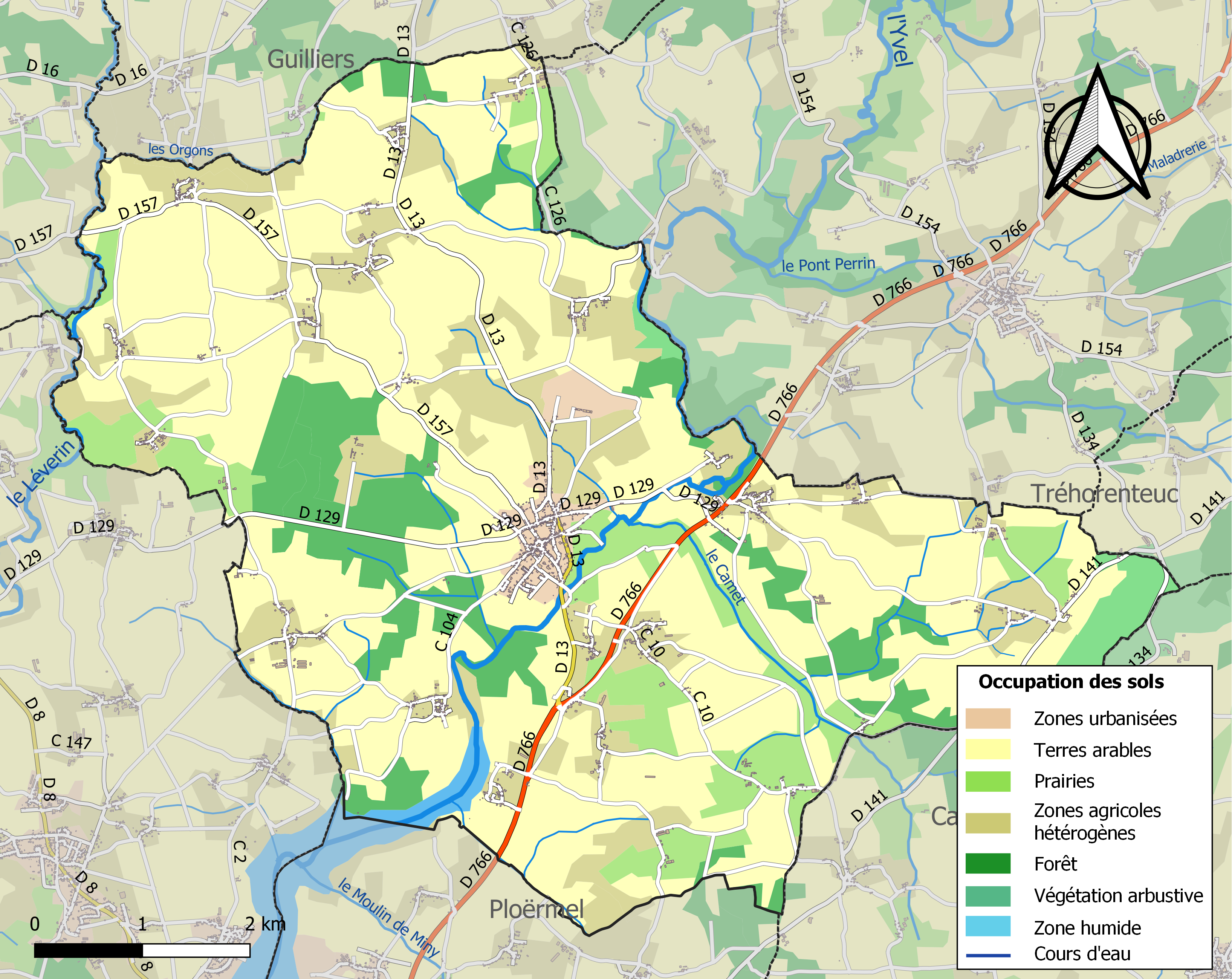
Carte des infrastructures et de l'occupation des sols de la commune en 2018 (CLC).

## Toponymie
Le nom de la commune est attesté sous les formes Loiat en 1066, Loueat en 1408 et 1412, et Loyal en 1630.
Louya en gallo.
La forme bretonne proposée par l'Office public de la langue bretonne est Louad.
La commune, située en Pays gallo, compte de nombreux hameaux dont le nom est d'origine bretonne : Kerboclion, Kerbois, Kerpiton, Kersamson, Le Closio, Lézonnet, Penhouët, etc.

## Histoire

### Moyen-Âge
Loyat est mentionnée dans un acte de donation fait, vers 1055, par Josselin, vicomte de Porhoët, en faveur de l'abbaye de Redon ou du prieuré de Sainte-Croix de Josselin.
Jean VII d'Acigné (né vers 1452, inhumé le 8 septembre 1525 au couvent des Cordeliers à Rennes), baron de Coëtmen, fut aussi, entre autres titres, seigneur de Loyat ; son fils Jean VIII d'Acigné (vers 1490, 19 mars 1539) le fut également, ainsi que le fils de ce dernier Jean IX d'Acigné (1525-1573).
Le 7 avril 1474 Guillaume de Coëtlogon et son épouse Constance de Guemadeuc, seigneur et dame de Lézonnet, dotèrent la chapelle de Sainte-Barbe et de Sainte- Anne, située dans l'église des Carmes de Ploërmel, de cent sols de rente ; en contre-partie les religieux s'engagèrent à dire à perpétuité deux messes par semaine dans cette chapelle, le dimanche et le vendredi.
En 1380 les autres maisons nobles de Loyat étaient : Pentavouet et Lethéan , au seigneur de Loyat ; Treguil, à Éon le Veneur ; Quily , à Jean Maillard ; Kerbouet , à Pierre Plumaugat ; la Chaussée, à Éon Maillard ; la Vieille-Ville, à Jean Larcher.
La seigneurie de Lézonnet passa aux mains de Jean le Prêtre en raison de son mariage avec Jacquette de Coëtlogon à Jean le Prêtre, écuyer, qu'elle épousa en 1518.

### Temps modernes
La seigneurie de Lézonnet fut vendue par la suite en 1694 à Pierre Pernet, seigneur de Crolais, sénéchal de Ploërmel. Au début du XVIIIe siècle Charles René de Cornulier est seigneur de Lézonnet.
La principale seigneurie de l'endroit a son siège au château et appartient, en 1631, à Pierre Botherel, vicomte d'Apigné et de Loyat. Elle passe ensuite aux Coëtlogon, qui la conservent jusqu'à la Révolution.
René-Charles de Coëtlogon (1673-1734), vicomte de Loyat, fait construire un nouveau château par l'architecte Olivier Delourme (1660-1729) entre 1718 et 1724 en lieu et place du manoir menaçant ruine qu'il avait reçu en héritage à la mort de son père en 1704.
La paroisse de Loyat dépendait de l'abbaye de Saint-Jean-des-Prés qui en percevait les dîmes et disposait du droit de présentation du recteur. L'église paroissiale, dédiée à saint Pierre et à saint Paul, fut reconstruite au XVIIIe siècle et bénite le 7 août 1749. La paroisse contenait 4 chapelles dont rois chapelles frairiales : Saint-Colomban, Saint-Malo, Saint-Clair et par ailleurs la chapelle privée du manoir de Vieille-Ville, ainsi que d'une chapellenie dite "prieuré de Saint-Thomas".

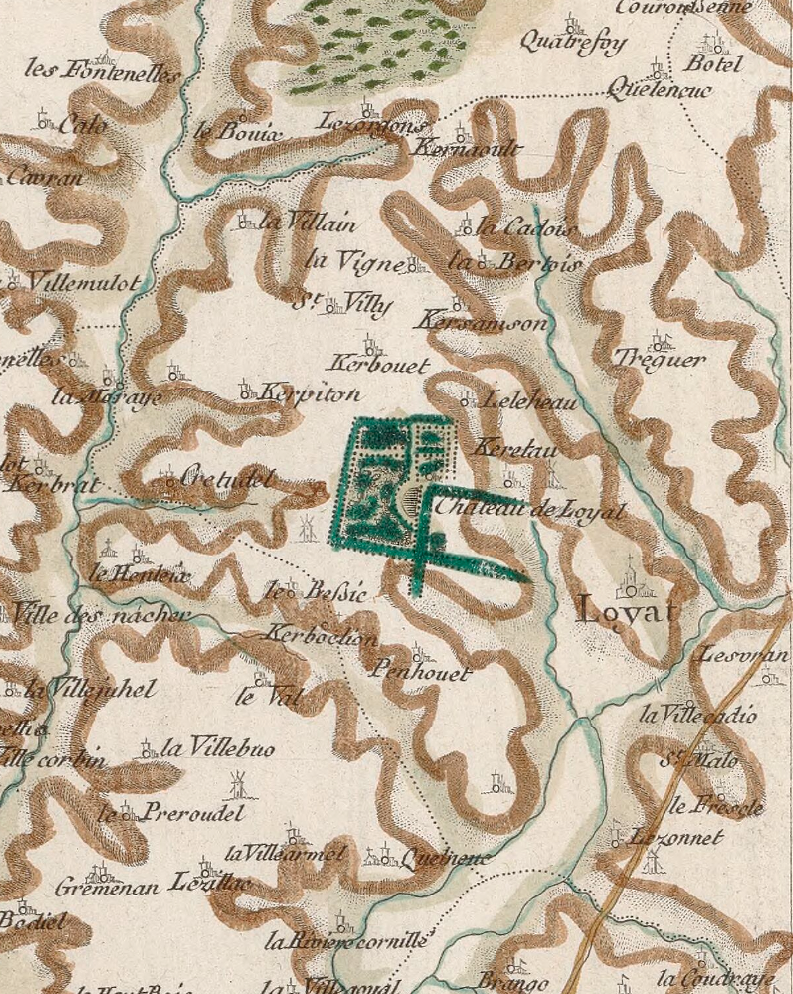
Carte de Cassini de la partie ouest de la paroisse de Loyat (1789).

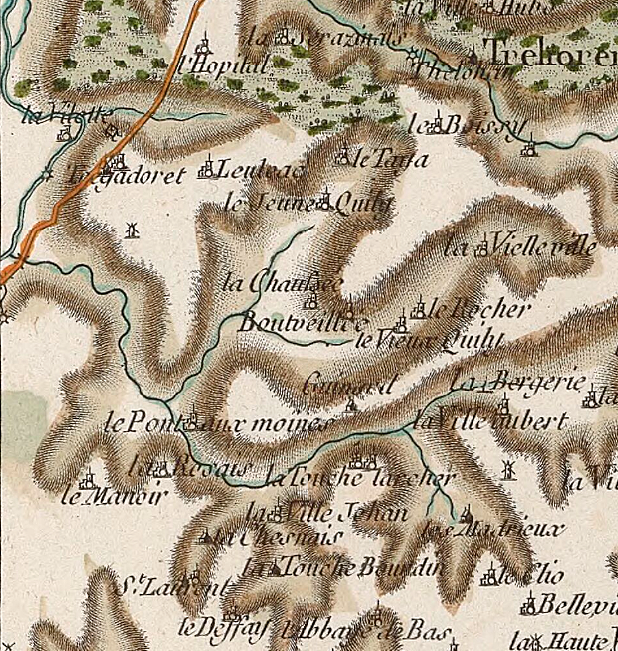
Carte de Cassini de la partie est de la paroisse de Loyat (1785).

Jean-Baptiste Ogée décrit ainsi Loyat en 1778 :

« Loyat : sur une hauteur, près la rivière au Duc, à 16 lieues un quart au Sud-Sud-Ouest de Saint-Malo, son évêché ; à 11 lieues de Rennes et à 1 lieue et demie de Ploërmel, sa subdélégation et son ressort. Cette paroisse relève du Roi, et compte 2 500 communiants, y compris ceux de Gourhel, sa trève. La seigneurie du lieu appartient à M. de Coëtlogon, vicomte de Loyat. La cure est en la présentation de l'Abbé de Saint-Jean des-Prés. (..) Des terres en labeur, des prairies, quelques bois taillis, des landes très étendues , des arbres à fruits pour le cidre, voilà ce que ce territoire présente à la vue. Il y a auprès de Loyat une fontaine d'eau minérale assez renommée , qui attire quelques personnes dans cet endroit ; mais , comme la ville de Ploërmel est peu éloignée, on préfère y faire sa résidence quand on veut prendre ces eaux. »

Le journal La Gazette de France du 2 novembre 1784 annonce « le décès de Charlotte-Émilie de Ségur, épouse de Louis-Emmanuel de Coëtlogon, lieutenant général des Armées du Roi, Grand-Croix de l'Ordre royal et militaire de Saint-Louis, le 12 octobre 1784 en son château de Loyat, prés Ploërmel, en Bretagne ».

### Révolution française
En 1790, Loyat perd sa trève de Gourhel et se voit érigée en commune et même en chef-lieu de canton. En 1791, son recteur, M. Texier, refuse le serment à la Constitution civile du clergé et, devenu donc prêtre réfractaire, doit s'exiler. En 1801, Loyat perd son titre de canton pour faire partie de celui de Ploërmel.

### LeXIXesiècle
Au début du XIXe siècle la famille Briot, originaire d'Irlande (venue en France au XVIIIe siècle, elle s'appelait O'Briot), possédait le château de Loyat ; elle fournit deux maires à la commune. Cette famille fut anoblie par lettres patentes du 24 mai 1823.
En 1838 un rapport sur les eaux minérales décrit la source de Loyat : « une source froide, saline, ferrugineuse (..). On en puise 3 940 litres par an, qui sont bus à Ploërmel et Josselin, villes voisines où restent les malades au nombre de cent environ, qui en boivent pendant vingt à trente jours, un litre par jour, contre les gastralgies, la chlorose, les flueurs blanches, etc.. L'eau est claire en sortant, sa saveur est stypique, amère ensuite, la surface s'irise, elle dépose une boue ocracée ».
A. Marteville et P. Varin, continuateurs d'Ogée, décrivent ainsi Loyat en 1843 :

« Loyat : commune formée de l'ancienne paroisse de ce nom, moins sa trève Gourhel ;   aujourd'hui succursale. (..) Principaux villages : Quelneuc, Kernoul, Kersamson, la Ville-hein, Cantomheuc, Penhoët, Caulne, Trégadoret, la Ville-cadio, Lesvran, le Manoir, le Freique, le Jeune Quily. Maison principale : le château de Loyat. Superficie totale 4 151 hectares 57 ares, dont (..) terres labourables 1 767 ha, prés et pâturages 442 ha, bois 96 ha, vergers et jardins 122 ha, landes et incultes 1 511 ha, étangs 63 ha (..). Moulins de Kerétand, de Trégadoret, à vent ; de la Moraie, à eau. Loyat renferme en partie l'Étang au Duc, l'un des plus beaux de Bretagne. Géologie : schiste talqueux. On parle le français [en fait le gallo]. »

En 1843 une femme sans héritier, Mademoiselle Bonnet, donne sa maison, rue des Rosiers, à une communauté religieuse, "les Filles du Saint-Esprit". La municipalité demande aux sœurs d'éduquer les filles et de porter assistance aux habitants. Une école gratuite des filles avec un internat sera construite dans le jardin derrière la maison qui deviendra en s'agrandissant l'école sainte Jeanne d'Arc, en attendant, les filles auront école dans le grand salon avec boiseries. Une petite infirmerie est créée. Les religieuses sont au service de la paroisse et de la commune. 180 ans plus tard, au printemps 2024, la communauté des soeurs, faute de vocations, quitte Loyat. Le bâtiment est mis en vente.
La mairie-école est construite en 1851.
En 1854 la commune de Loyat, ainsi que de nombreuses communes des alentours, est ravagée par une épidémie de dysenterie.
Le Dr. Alfred Fouquet retranscrit en 1857 dans son livre Légendes, contes et chansons populaires du Morbihan l'histoire du "Sorcier de Loyat" ; ce conte a été réédité en 2020.
Des épidémies de fièvre typhoïde frappèrent Loyat en 1859 et 1863, cette année-là dans le village de Lotéan.
En 1874 102 habitants de Saint-Guyomard et Loyat demandent dans une pétition déposée ä l'Assemblée nationale « le rétablissement, dans le plus bref délai, de la royauté en la personne d'Henri V, héritier légitime de la couronne de France ».
Le 6 avril 1884 le chemin de fer (Ligne de Ploërmel à La Brohinière, gérée par la Compagnie des chemins de fer de l'Ouest) arrive à Loyat. La locomotive à vapeur est entendue au milieu du bourg, c'est le seul moteur existant. Cette ligne ferroviaire, à écartement standard et à voie unique, longue de 41 km, comprenait entre Ploërmel et La Brohinière 5 gares situées à Loyat, Néant-Bois de la Roche, Mauron, Gaël et Saint-Méen ; la ligne fut gérée par la suite par le réseau Ouest-État, puis par la SNCF, ferma en 1972 pour le trafic voyageurs et totalement en 1998.
En 1887 le Préfet du Morbihan décidé d'imposer à la commune de Loyat la construction d'une école des filles, mais le conseil municipal affirme que l'école existante suffit aux besoins, refuse de fournir un terrain et d'emprunter la somme nécessaire ; le préfet dut imposer un emprunt d'office à la commune pour en permettre la construction.
Selon Paul Sébillot vers la fin du XIXe siècle les habitants de Loyat étaient réputés plus actifs et plus avisés que les gens de Taupont, traités par eux du terme péjoratif de Licois.

### LeXXesiècle

#### La Belle Époque

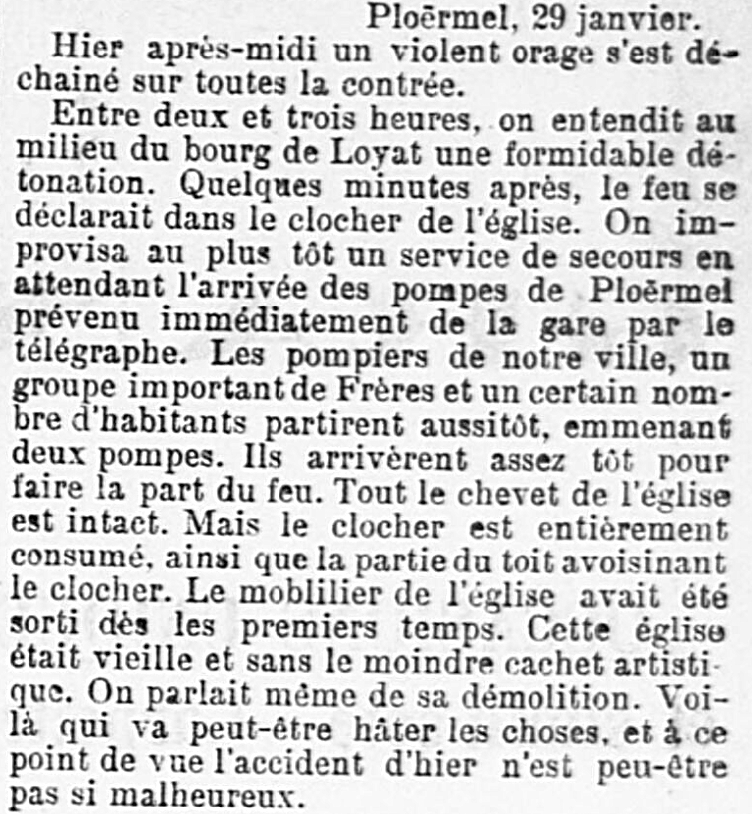
Article du journal L'Ouest-Éclair relatant l'incendie de l'église de Loyat victime de la foudre le 28 janvier 1902.

Le28 janvier 1902 la foudre tomba sur le clocher de l'église de Loyat et communiqua le feu à l'église qui fut en partie détruite.

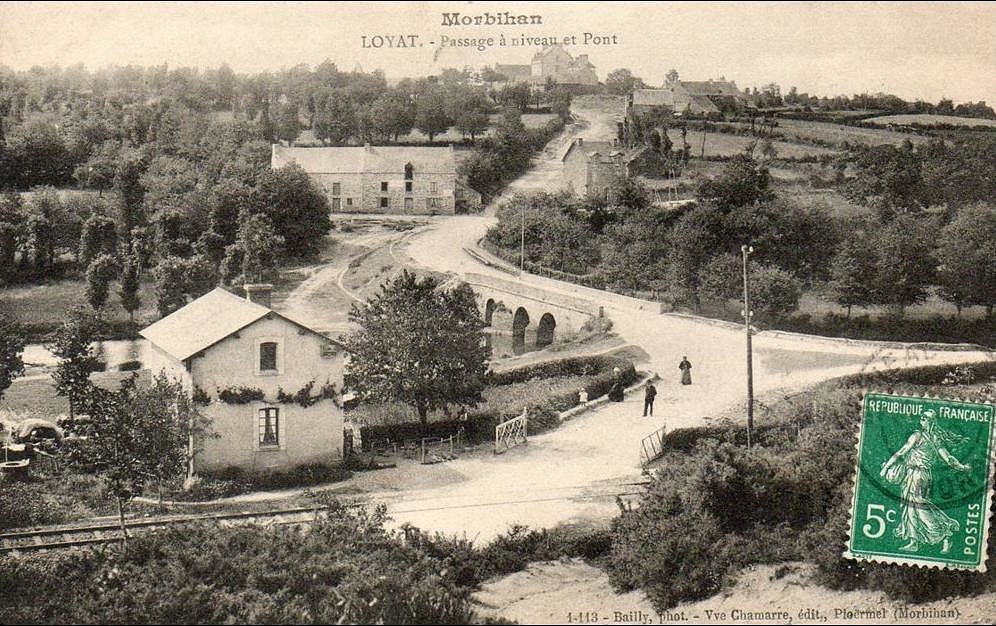
Loyat ː le pont sur l'Yvel et le passage à niveau de la voie ferrée au début du XXe siècle (carte postale).
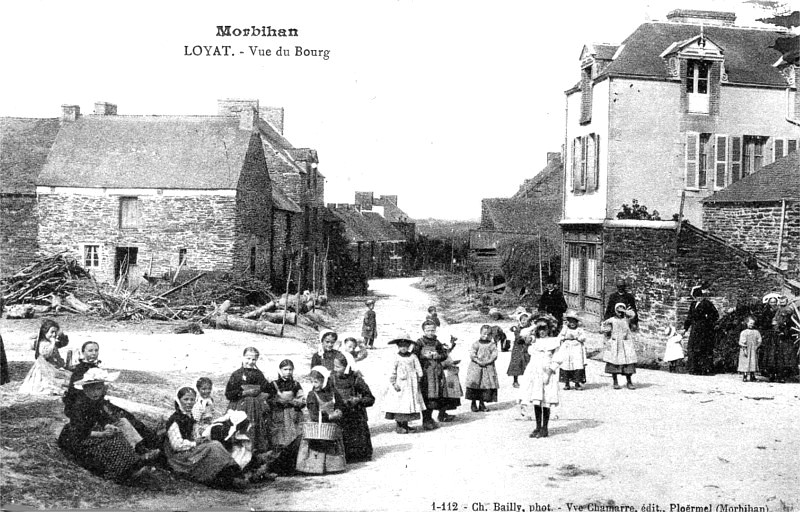
Le bourg de Loyat au début du XXe siècle (carte postale).
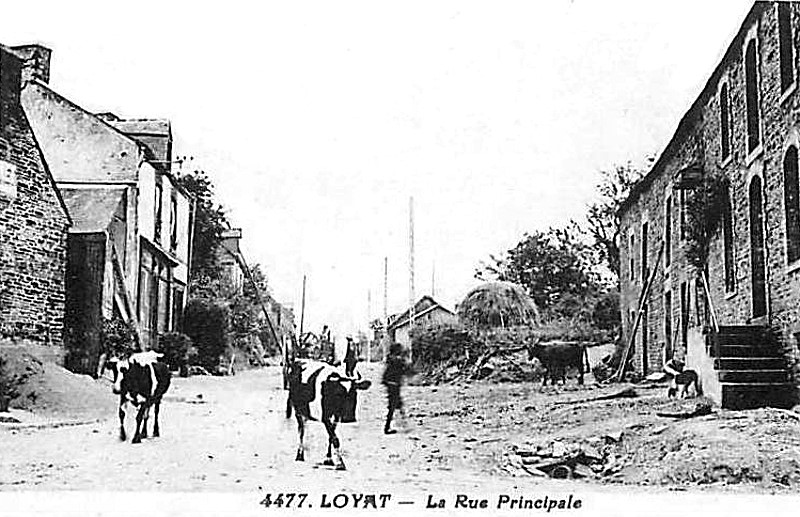
La rue principale de Loyat au début du XXe siècle, l'actuelle rue Saint-Martin. (carte postale).
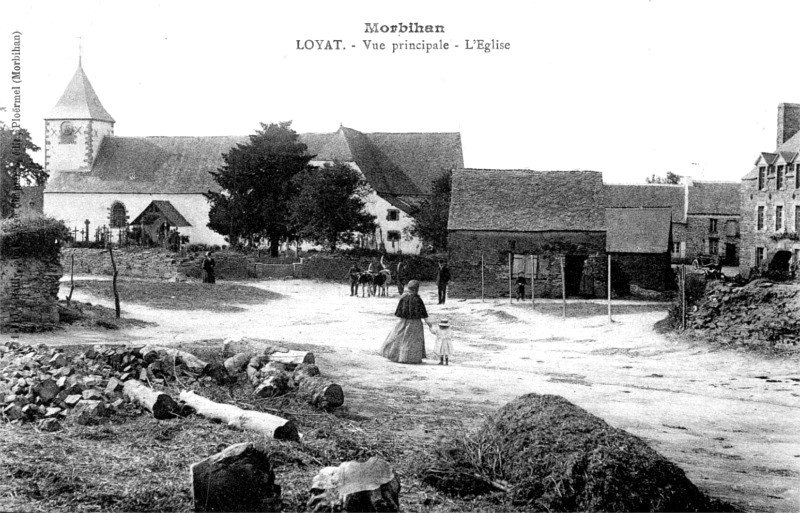
Loyat ː la place de l'église au début du XXe siècle (carte postale).
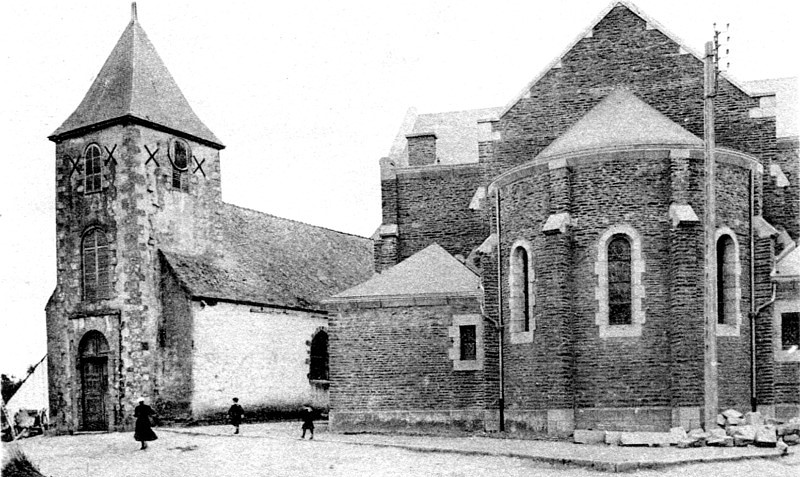
L'ancienne église de Loyat vers 1930 à côté de la nouvelle église en construction sur l'ancien cimetière. (carte postale).
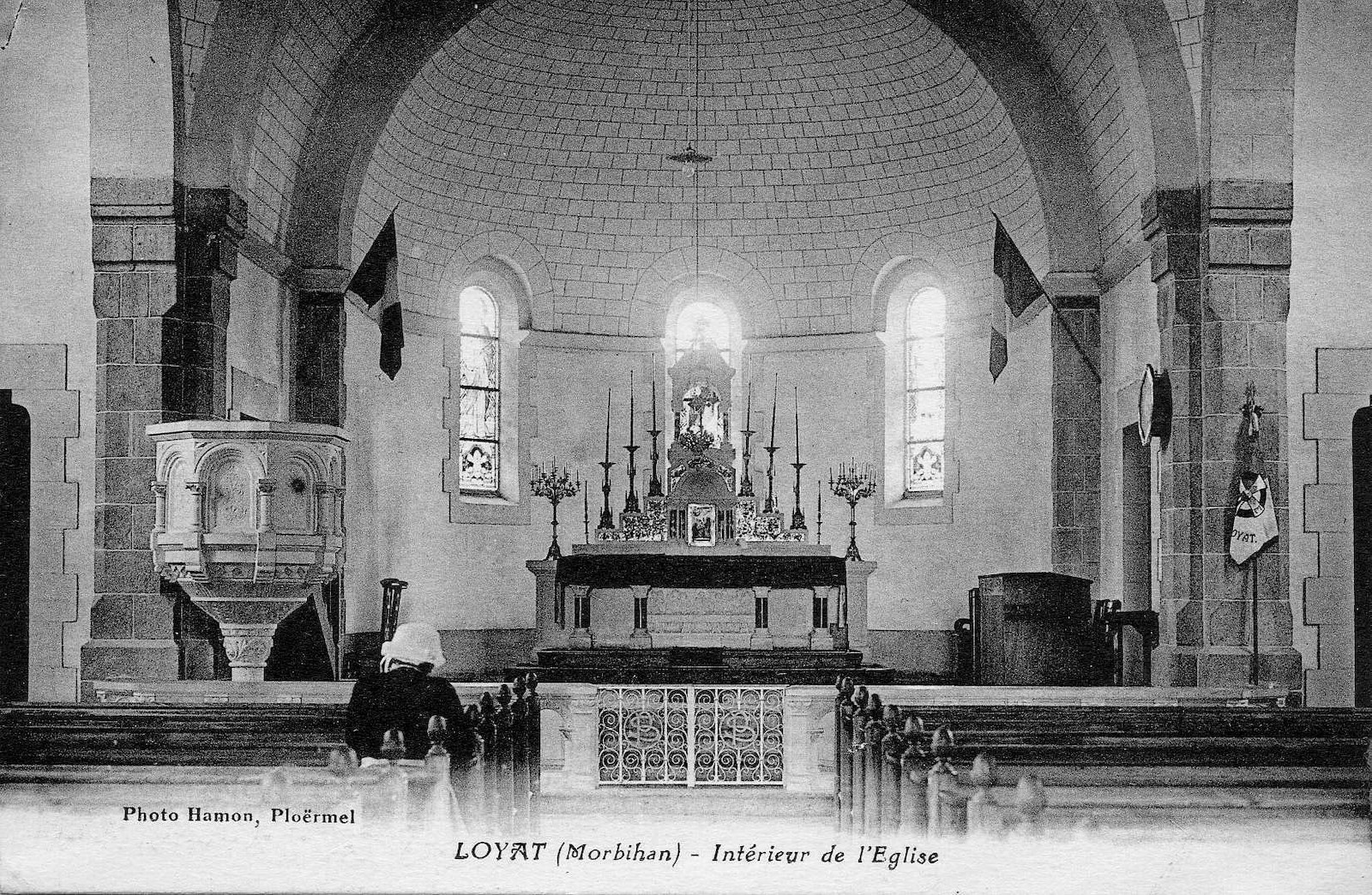
Vue intérieure de l'église de Loyat en 1940. (carte postale).

La création d'un bureau de bienfaisance est autorisée à Loyat par un arrêté ministériel en date du décembre 1913 ; sa dotation initiale est constituée par les biens mis sous séquestre ayant appartenu à la fabrique de la paroisse avant la loi de séparation des Églises et de l'État.

#### La Première Guerre mondiale

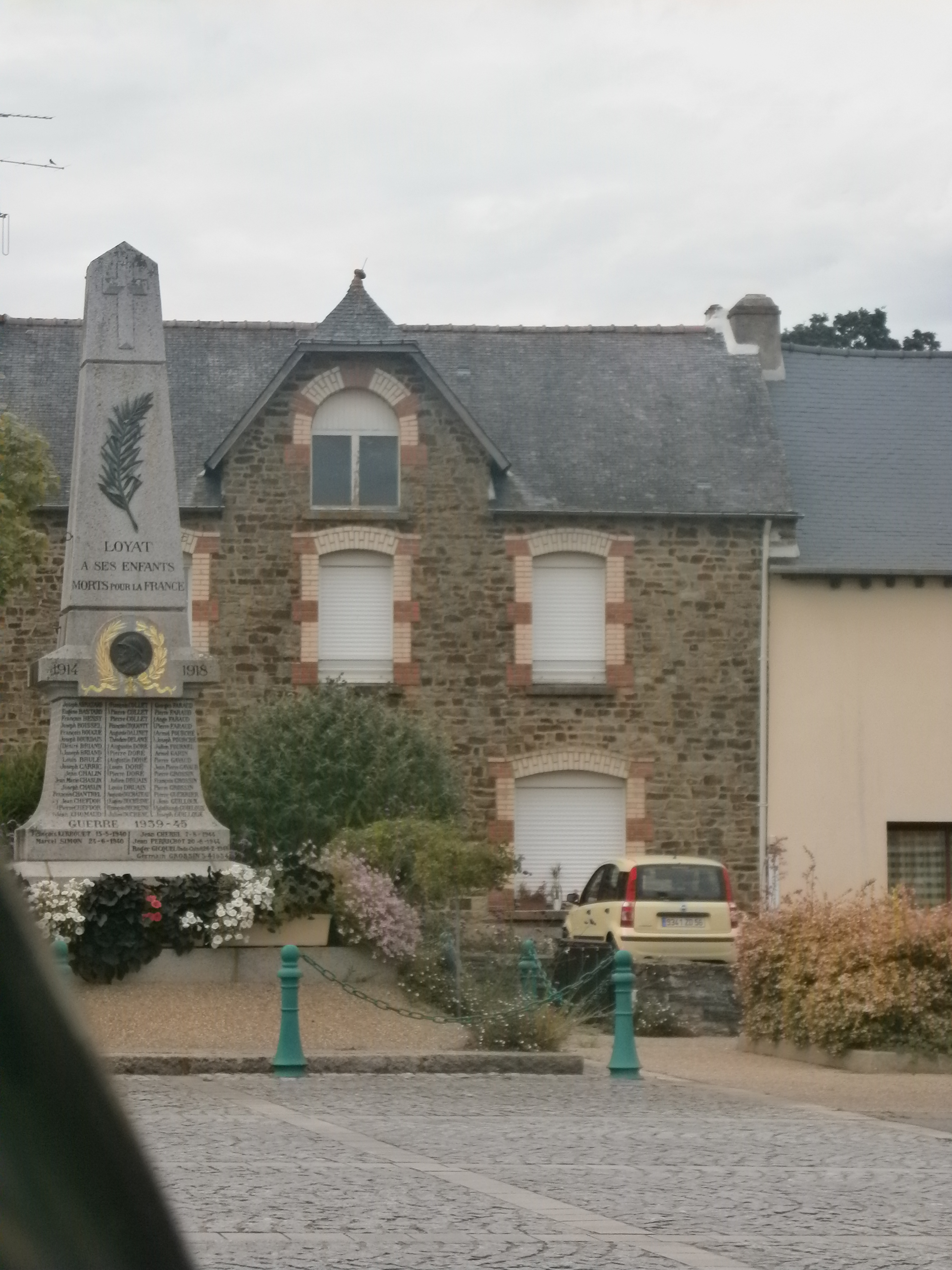
Monument aux morts de Loyat.

119 Loyatais sont morts sur les champs de bataille dans le Nord et l'Est de la France, sur une population de 2 000 habitants. L'un d'eux, peut-être le plus jeune, s'appelait Joseph Poirier, garçon de ferme à Kerbois. En avril 1915, il prit le train pour la première fois de sa vie, à la gare de Loyat pour être incorporé à la caserne de Saint-Brieuc, un autre monde (il découvrit la lumière artificielle appelée électricité, l'usage de téléphone, et le vacarme de la circulation automobile, inconnus à la campagne). Ce nouveau soldat fut ensuite envoyé à Verdun puis dans la Somme à Maurepas, où il mourut dans un bois bombardé, en septembre 1916, son corps n'a pas été retrouvé sur le terrain bouleversé après les combats, il avait 19 ans. Trois des quatre frères Olivot furent tués, le dernier fut exempté du service militaire. Deux vitraux de l'église rappellent ce terrible conflit, les deux frères François et Jean-Marie Lagnel de Trégadoret sont en photo sur un vitrail et l'abbé Eugène Simon sur l'autre vitrail.
Parmi ces morts 6 (Joseph Boissel, Georges Faraud, Pierre Faraud, Eugène Langlais, Joseph Perraud et Joseph Ribourdouille) sont morts dès 1914 en Belgique ; Pierre Doré est mort le 30 août 1914 alors qu'il était prisonnier en Allemagne ; dans le cadre de l'Expédition de Salonique, Pierre Perrichot et Jean Thébaud sont morts en Grèce en 1916, ainsi que Désiré Briand en 1917 ; Joseph Agathange Guilloux et Alexis Ribourdouille sont morts en 1916 dans l'actuelle Macédoine du Nord ;  les autres sont morts sur le sol français.
François-Marie Guilloux, caporal au 41e régiment d'infanterie fut en 1916 cité à l'Ordre de l'armée avec la mention suivante : « Excellent gradé qui s'est toujours fait remarquer par sa bravoure et son mépris du danger toujours volontaire pour les missions périlleuses. Blessé en portant un ordre le 3 octobre 1914, a cependant rempli sa mission ; a reçu une deuxième blessure grave en portant secours à son commandant de compagnie ».
Le journal L'Ouest-Éclair écrit en 1916 que « vingt prisonniers boches » sont venus à Loyat pour participer aux travaux agricoles.

#### L'Entre-deux-guerres

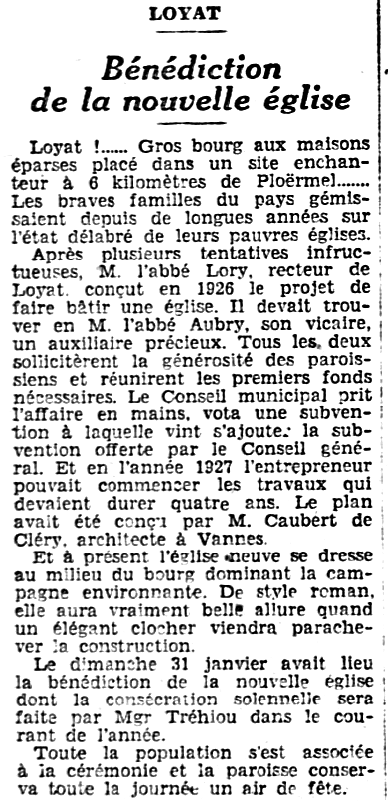
Loyat ː bénédiction de la nouvelle église en 1932 (journal L'Ouest-Éclair du 8 février 1932).

L'abbé Pierre Martin, dans son livre Mœurs et coutumes d'antan, au pays de Loyat évoque la persistance de nombreuses traditions, par exemple cele des "décorailles" (« à la fin du ramassage des foins ou du battage, trois hommes saisissent avec leurs fourches une gerbe fleurie, l'élèvent, s'en vont le présenter à la maîtresse du logis, en s'inclinant trois fois, en signe de respectueux hommage. En récompense de leur démarche, la femme offre aux porteurs un grand verre de vin ») et de superstitions : "dormeuses" (femmes consultées dans les maladies de langueur), "diseuses de bonne aventure" et "dévoûtons" (conjureurs de sorts auxquels ont recours les envoûtés" qui se croient victimes de quelque maléfice) ont toujours une bonne clientèle et sont souvent préférés aux médecins. Il affirme aussi que « Loyat est par excellence le pays d'élection des sorciers », une tradition qu'il fait remonter à Éon de l'Étoile. Il raconte aussi la longue tradition d'accueil des mendiants, auquel repas et couche ne sont jamais refusés.
L'adjudication publique des travaux de reconstruction de l'église de Loyat se déroule le 27 septembre 1927 en mairie de Loyat. L'église est consacrée le 28 août 1932 et les travaux de construction s'achèvent en 1937. Une carte postale de l'église datant de cette époque se trouve au musée de Bretagne.

#### La Seconde Guerre mondiale
En 1940 une armée polonaise (22 000 hommes) s'installe autour du camp de Coëtquidan, des soldats polonais sont en cantonnement à Loyat et se déplacent à cheval. Ils assistent nombreux à la messe le dimanche et chantent des cantiques polonais.
Dans la nuit du 21 au 22 décembre 1942, deux agents secrets de la France libre, le lieutenant Guy Lenfant et le sergent radio André Rapin furent parachutés au sud de Loyat sur l'Étang au Duc afin d'armer les premiers réseaux de la Résistance et d'obtenir des renseignements sur l'occupation allemande dans le Morbihan. Ils prirent contact avec la Résistance à Ploërmel et organisèrent la réception de nuit, de deux parachutages d'armes et d'explosifs (deux fois six conteneurs) près du village de Tréguier en Loyat en avril et en mai 1943 malgré la présence d'une compagnie allemande dans le bourg à trois kilomètres. Les douze conteneurs furent placés sous la responsabilité du résistant Louis Echelard, ancien combattant de 1914-1918, bourrelier à Loyat. Missions remplies dans le département, les deux agents secrets retournèrent en Angleterre en juillet 1943.
En 1944 à la suite de l'assassinat d'un soldat allemand à Guilliers, 150 personnes furent raflées et rassemblées le matin du 20 janvier 1944 devant l'église, les plus jeunes furent conduits à pied à Guilliers, certains étaient en sabots. 12 jeunes Loyatais furent déportés, 7 sont morts en déportation au camp de concentration de Mauthausen (Autriche) : Léon Bougué, Fernand Harel, Roger Garaud, Pierre Gouello, Auguste Marot, Adolphe Lequitte et Gabriel Querbouët. 5 sont revenus à Loyat affaiblis à vie, ils pesaient moins de 40 kg à leur retour : François Chérel, Roger Fontaine, Eugène Nagat, Henri Perrier et Gabriel Ruelland. Après la guerre, le nom du meurtrier fut découvert. Il s'agissait d'un garçon de 18 ans, originaire de Merdrignac, de passage à Guilliers. Il avait assassiné le soldat allemand Hammes pour lui voler son pistolet et pour le remettre à la Résistance. La justice ne donna pas suite aux plaintes des déportés revenus, des familles des déportés morts et de la municipalité de Guilliers.
Les 9 et 10 mai 1944, les Résistants de Ploërmel font sauter les aiguillages à la gare puis reviennent la nuit suivante, faire exploser la voie ferrée au sud de la gare. Le trafic est interrompu pendant 24 heures.
Loyat fut un objectif du débarquement en Normandie le 6 juin 1944. Trois parachutistes de la France libre (le Vendéen Henry Corta, le Parisien André Bernard et le Landais Francis Folin) furent parachutés près de Loyat avec missions d'effectuer des sabotages dans le secteur. Ils devaient notamment constamment neutraliser la ligne unique de chemin de fer dans le village de Trégadoret, à l'endroit où la rivière (l'Yvel) se trouvait à 30 m en contrebas de la ligne, un lieu idéal pour un sabotage, afin de retarder l'envoi de renforts allemands, de Bretagne vers le front de Normandie.
Bien accueillis par les Loyatais des villages de Kersamson et de Kerbois, ils se fixèrent dans ce secteur, furent rejoints par d'autres parachutistes (Michel Lakermance, Fernand Bègue, Jack Quillet...) et organisèrent un maquis près de Kerbois. L'arrivée de ces Français d'Angleterre suscita l'espoir. Ils furent présentés au maire Henri Patier et à quelques Résistants. Ils reçurent même la visite du commandant du 12e bataillon F.F.I. du Morbihan, le général Armand des Prez de La Morlais. Ils demandèrent par radio en Angleterre, un parachutage d'armes qui eut lieu dans la nuit du 8 au 9 juillet 1944, sur un terrain appelé la mare aux Oies. Deux avions de la Royal Air Force leur parachutèrent huit tonnes d'armes et de matériel militaire à destination des maquis de la région. Ce fut le cinquième parachutage. Le lieutenant Corta et le commandant des parachutistes, Pierre Bourgoin (1907-1970), échappèrent de peu à la capture près de l'écluse de Guillac le 11 juillet 1944.
62 Loyatais s'engagèrent dans les F.F.I., certains reçurent l'ordre de se rendre au maquis de Saint-Marcel. Ils participèrent avec les parachutistes, à la bataille du 18 juin 1944. Il y avait deux officiers de la Résistance à Loyat, le capitaine F.F.I. Joseph Jigorel (1913-2003) et le lieutenant F.F.I. Joseph Perraud (1919-1996) qui avaient tous les deux participé à la guerre en 1940. Ils furent faits prisonniers : Joseph Jigorel fut libéré mais Joseph Perraud parvint à s'évader d'Allemagne et revint à Loyat, un exploit. Il était séminariste et devint prêtre. Les lieutenants F.F.I. Perraud et F.F.L. Corta devinrent copains et complices.
Le 4 août 1944, au moment de la Libération, les parachutistes basés à Loyat et les maquisards attaquèrent près de Lézonnet, un groupe de trente-trois soldats allemands en fuite devant les Américains qui arrivaient de Normandie. Le bilan fut de cinq morts : deux Français (Alain Adelis, 19 ans de Taupont et Ange Mounier, 39 ans de Ploërmel) et trois Allemands, probablement tués par la grenade que leur lança le lieutenant Corta. Un autre maquisard Jean Chérel de Loyat, fut tué près de la gare. Les corps de quatre soldats allemands dont un tué entre les villages de Kersamson et de Létéhan, furent transférés dans un cimetière militaire allemand en Normandie.
Parmi la centaine d'Allemands qui occupait Loyat, il y avait un Alsacien enrôlé de force dans l'armée allemande, Georges Fritz, originaire de Lembach dans le Bas-Rhin. Contacté par les maquisards, il accepta de les renseigner. Ce Français, en uniforme allemand, fut présenté aux parachutistes français en uniforme britannique. Pendant l'été 1944, il voulut déserter : il laissa une lettre aux Allemands leur annonçant son intention de se suicider, il abandonna ses vêtements près de la rivière et rejoignit le maquis. Il participa ensuite aux combats contre les Allemands sur le front de la Vilaine pendant l'hiver 1944-1945 face à la poche de Saint-Nazaire.
Près de 50 ans après la guerre, le Vendéen Henry Corta (1921-1998) et l'Alsacien Georges Fritz (1916-1999) revinrent l'un et l'autre à quelques mois d'intervalle, en visite de souvenir à Loyat. Ils furent reçus à la mairie par les anciens combattants dont le maire Lucien Harel (1921-1997).
Lucien Harel et son frère, Alphonse (séminariste tout comme Joseph Perraud), furent les principaux acteurs de l'aide apportée à Georges Fritz et tous les trois prirent le maquis. Ces événements scellèrent une amitié qui dura jusqu'au décès du dernier des trois en 1999.
Henry Corta, qui devint religieux et artisan d'icônes, écrivit deux livres sur l'histoire des parachutistes : Les Bérets rouges (1952) et Qui ose gagne (1997) dans lesquels il évoqua son arrivée en France, à Loyat et l'accueil bienveillant reçu des Loyatais. Des milliers de lecteurs ont dû chercher Loyat sur la carte de Bretagne.

#### La fin du XXème siècle
Une réserve communale de sécurité civile, "Les casquettes rouges" (qui assemble des bénévoles 
de Campénéac, Concoret, Loyat, Néant-sur-Yvel, Paimpont et Tréhorenteuc) a été créée après les incendies de 1990 pour la protection du massif de Brocéliande par Paul Anselin, alors maire de Ploërmel.

## Blasonnement
|  | Les armoiries de Loyat se blasonnent ainsi : De sable à trois aigles d’argent. |

## Politique et administration
| Période                                  | Période         | Identité                               | Étiquette | Qualité |
| ---------------------------------------- | --------------- | -------------------------------------- | --------- | --- |
| Les données manquantes sont à compléter. |                 |                                        |           | |
| avant 1807                               | 1807            | Julien Vincent Launay                  |           | Cultivateur. |
| 1807                                     | 1815            | Pierre Marie Guillemot                 |           | Laboureur. |
| 1815                                     | 1823            | Jean Briot                             |           | Propriétaire rentier. Anobli par lettres patentes le 24 mai 1823 et prend alors le nom de Jean Briot de la Mallerie. |
| 1823                                     | 1830            | Toussaint Briot                        |           | Propriétaire. Fils de Jean Briot, maire précédent. Il se fait appeler Jean Briot de Loyat. |
| 1830                                     | 1831            | Mathurin Jacques Houssay               |           | Marié le 30 décembre 1813 en Espagne alors qu'il était capitaine du 119e régiment d'infanterie de ligne. |
| 1831                                     | 1835            | Armel Launay                           |           | |
| 1835                                     | 1842            | Mathurin Jacques Houssay               |           | Déjà maire en 1830-1831. |
| 1842                                     | 1852            | Mathurin Thibaudeau                    |           | Propriétaire. Célibataire. |
| 1852                                     |                 | Napoléon Marie de Nompère de Champagny |           | Comte. Membre du Corps législatif et Conseiller général. Chevalier de la Légion d'honneur. |
| 1870                                     | 1871            | Jean Marot                             |           | Cultivateur. |
| 1871                                     | 1895            | Pierre Marie Cozic                     |           | Cultivateur. |
| 1896                                     | 1903            | Eugène Martin                          |           | Dirigeant de la Société Martin Frères et d'autres entreprises comme les Tannins Rey du Roc St André, et d'autres à Pontivy, Rohan, etc.. Candidat républicain à plusieurs reprises aux élections législatives contre le duc de Rohan, mais toujours battu. |
| 1904                                     |                 | Joseph Marot                           |           | Propriétaire. Fils de Jean Marot, maire en 1870-1871. |
|                                          | 1923            | Perraud                                |           | |
| 1923                                     |                 | Jean Marot                             |           | Forgeron et maréchal-ferrant. |
|                                          |                 |                                        |           | |
| Guerre 39-45                             |                 | Henri Patier                           |           | |
| après-guerre                             | après -guerre   | Mathurin Rigois                        |           | Cultivateur. |
|                                          | 1965            | René Simon                             |           | Cultivateur. |
| 1965                                     | 1977            | Pierre Mounier                         |           | Agriculteur. |
| 1977                                     | 1983            | André Coquantif                        |           | Cadre EDF. |
| 1983                                     | 1995            | Lucien Harel                           |           | Chef d'entreprise. |
| 1995                                     | 2008            | Odile Santier                          |           | Institutrice. Directrice de l'école Saint-Joseph de Ploërmel en 1976. |
| 2008                                     | 15 janvier 2024 | Denis Tréhorel                         |           | Technicien. Démissionne en 2024 pour raisons de santé |
| 15 janvier 2024                          | 19 avril 2024   | Patrice Lameul (par intérim)           |           | Agriculteur |
| 19 avril 2024                            | En cours        | Didier Bourne                          |           | Ancien directeur de banque. |
| Les données manquantes sont à compléter. |                 |                                        |           | |

## Démographie
L'évolution du nombre d'habitants est connue à travers les recensements de la population effectués dans la commune depuis 1793. Pour les communes de moins de 10 000 habitants, une enquête de recensement portant sur toute la population est réalisée tous les cinq ans, les populations de référence des années intermédiaires étant quant à elles estimées par interpolation ou extrapolation. Pour la commune, le premier recensement exhaustif entrant dans le cadre du nouveau dispositif a été réalisé en 2006.

En 2022, la commune comptait 1 734 habitants, en évolution de +6,25 % par rapport à 2016 (Morbihan : +3,82 %, France hors Mayotte : +2,11 %).
| 1793  | 1800  | 1806  | 1821  | 1831  | 1836  | 1841  | 1846  | 1851  |
| ----- | ----- | ----- | ----- | ----- | ----- | ----- | ----- | ----- |
| 2 000 | 1 933 | 1 868 | 1 995 | 2 062 | 2 148 | 2 130 | 2 135 | 2 173 |

| 1856  | 1861  | 1866  | 1872  | 1876  | 1881  | 1886  | 1891  | 1896  |
| ----- | ----- | ----- | ----- | ----- | ----- | ----- | ----- | ----- |
| 2 054 | 2 081 | 2 160 | 2 029 | 1 985 | 2 133 | 2 079 | 2 085 | 2 042 |

| 1901  | 1906  | 1911  | 1921  | 1926  | 1931  | 1936  | 1946  | 1954  |
| ----- | ----- | ----- | ----- | ----- | ----- | ----- | ----- | ----- |
| 1 985 | 2 095 | 2 122 | 1 974 | 1 935 | 1 902 | 1 870 | 1 887 | 1 770 |

| 1962  | 1968  | 1975  | 1982  | 1990  | 1999  | 2006  | 2011  | 2016  |
| ----- | ----- | ----- | ----- | ----- | ----- | ----- | ----- | ----- |
| 1 702 | 1 563 | 1 465 | 1 420 | 1 465 | 1 442 | 1 439 | 1 597 | 1 632 |

| 2021  | 2022  | - | - | - | - | - | - | - |
| ----- | ----- | - | - | - | - | - | - | - |
| 1 701 | 1 734 | - | - | - | - | - | - | - |

## Lieux et monuments
On peut citer :

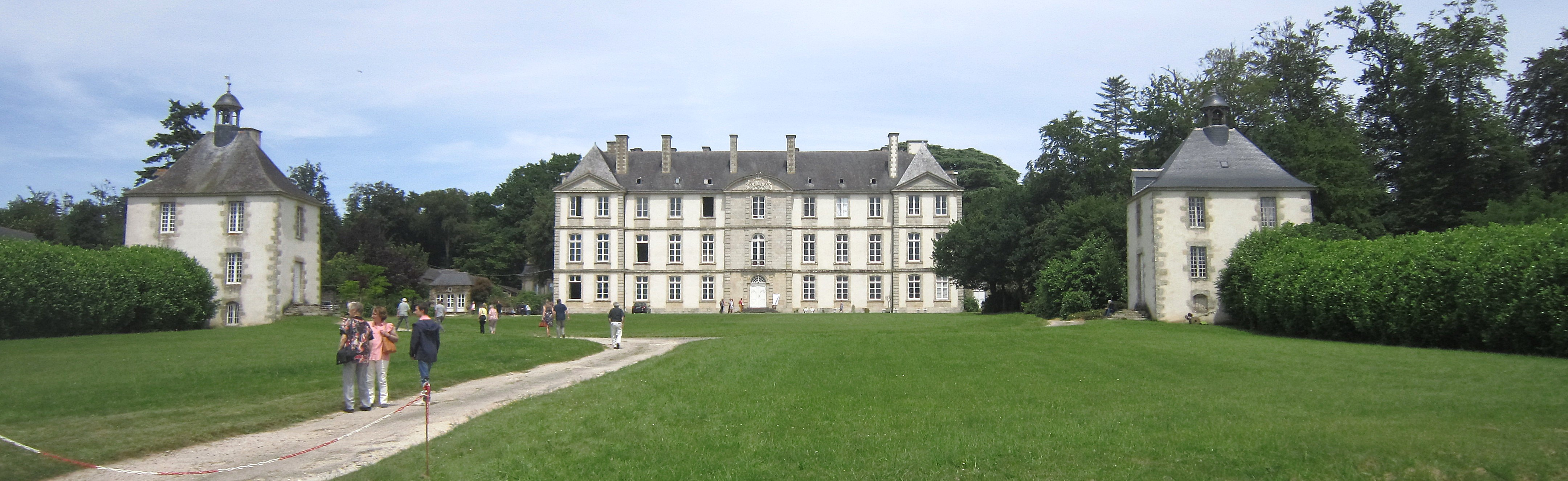
Le château de Loyat : vue extérieure d'ensemble.

- le château de Loyat, XVIIIe siècle, visitable, populetum expérimental. Le château est construit sur les plans de l'architecte vannetais Olivier Delourme, pour René Charles Élisabeth de Coëtlogon, vicomte de Loyat, neveu du maréchal de Coëtlogon[75] ;

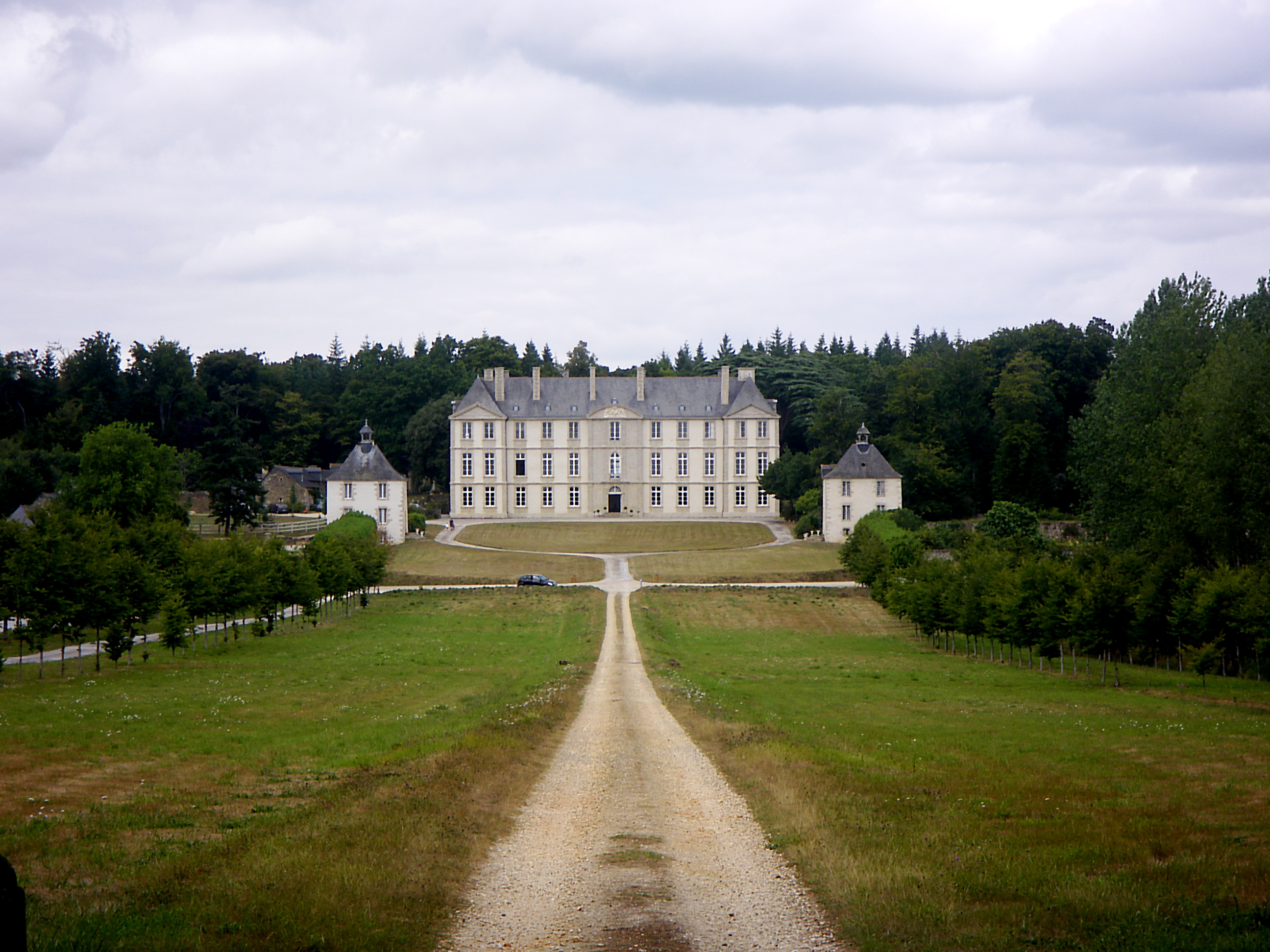
Le Château de Loyat.

- le manoir de la Chaussée, date du XVIe siècle, il est inscrit à l'inventaire général du patrimoine culturel[76] ;
- le manoir de Kerbois, date du XVIIe siècle, il est inscrit à l'inventaire général du patrimoine culturel[77] ;
- L'église paroissiale Saint-Pierre-et-Saint-Paul : construite au XVIIIe siècle, mais reconstruite en 1937 et son clocher en 1963[78] ; parmi ses objets religieux d'intérêt patrimonial[79], ses fonts baptismaux[80], le maître-autel[81], des ciboires[82], une statue de saint Clair[83], etc.. ;

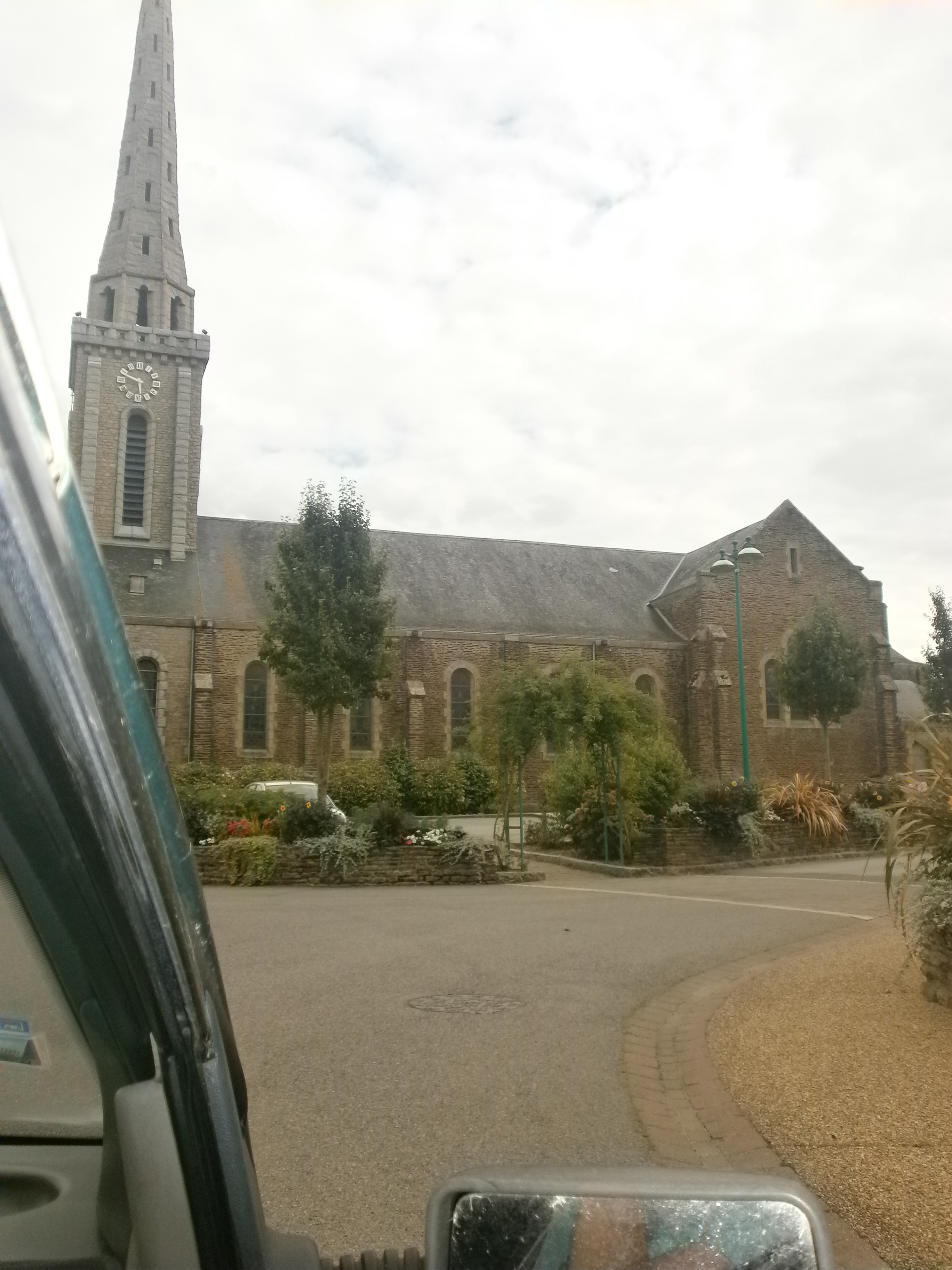
Église de Loyat : vue extérieure d'ensemble.
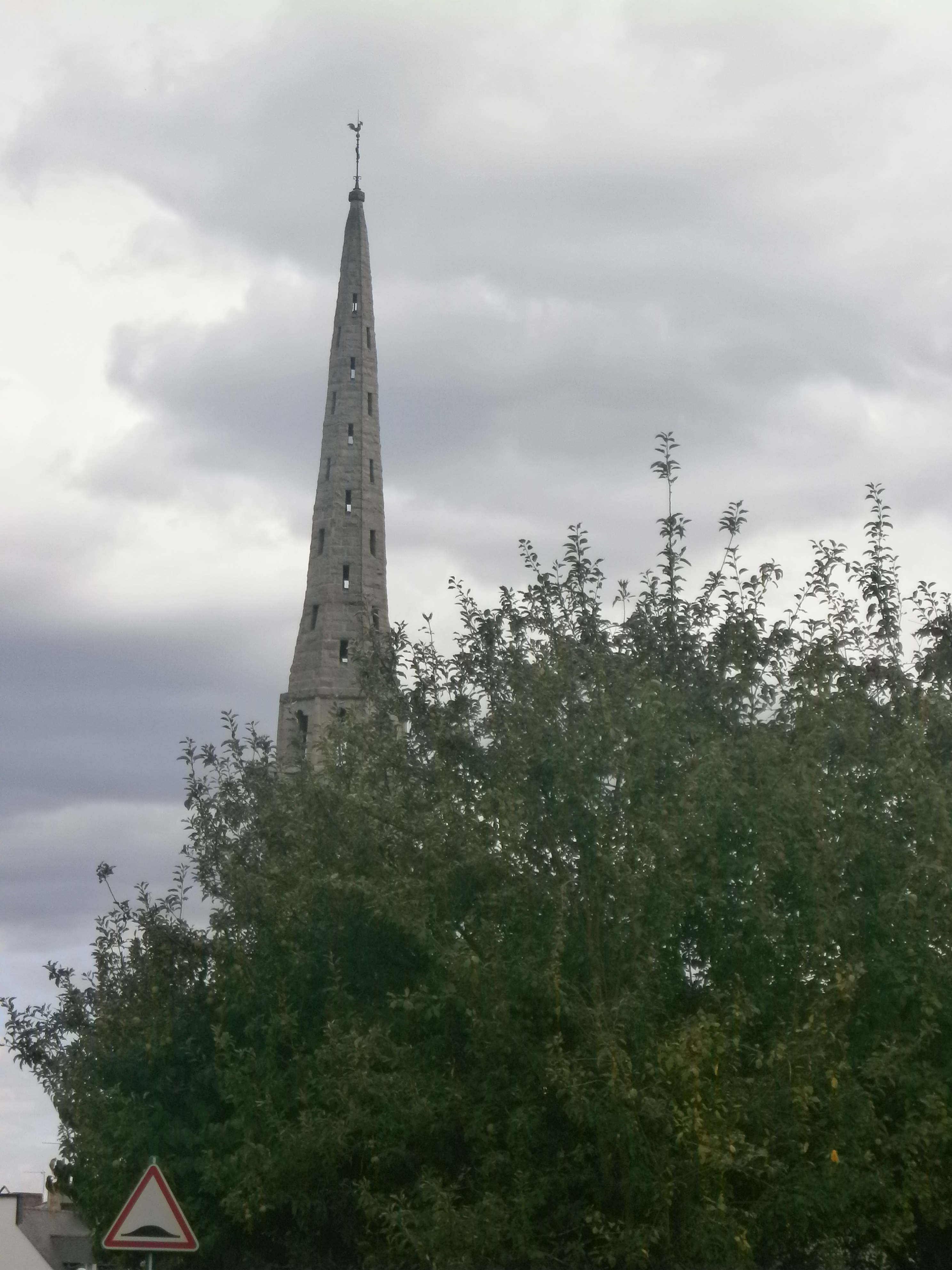
Église de Loyat : le clocher.

- La chapelle Saint-Colomban, Saint-Cornély et Saint-Nicodème à Crétudel : située route de Josselin, date de 1714 (on priait saint Colomban pour les fous et les imbéciles) ; saint Nicodème y était aussi honoré (invoqué pour les bestiaux)[84] ;

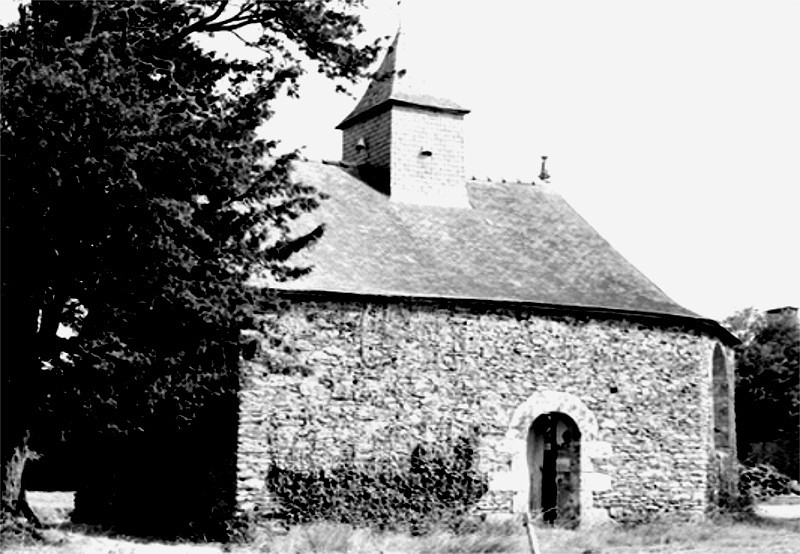
Loyat ː la chapelle Saint-Colomban au début du XXe siècle (carte postale).

- La fontaine de dévotion de Saint-Colomban est à proximité de la chapelle ;
- La chapelle Saint Mathurin-et-Sainte-Anne à Trégadoret, ancienne chapelle datant de 1652, dite aussi chapelle Saint-Clair; construite à l'origine par les moines de l'abbaye de Redon, elle a été reconstruite en 1872[85] ; elle possède notamment une statuette de saint Mathurin[86] ;

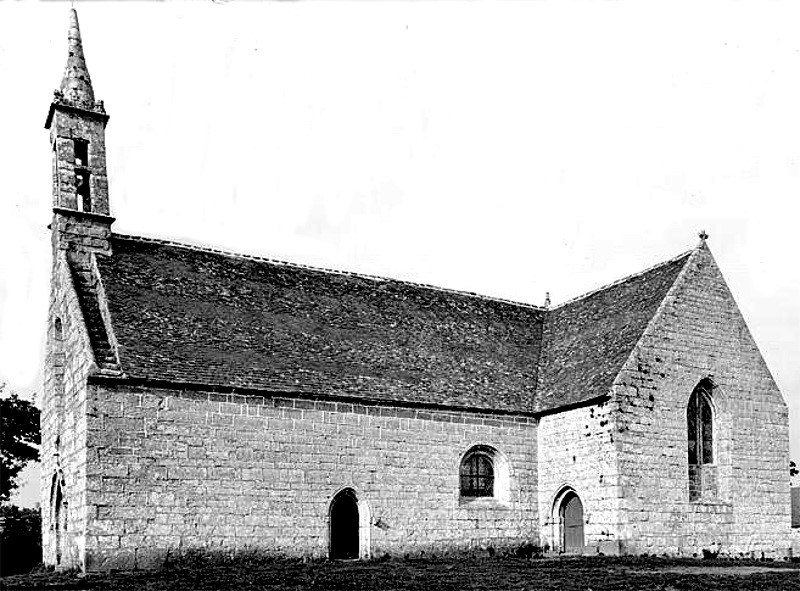
La chapelle Saint-Éloi vers 1925 (carte postale).

- la chapelle Saint-Malo (XVIIIe siècle) ; vers 1920 elle était totalement en ruine (disparue depuis).
- Le four de Trégadoret : ce four était commun à l'ensemble des habitants du village ; chacun apportait fagots et bois pour cuire pain, pâtés, rôtis, etc.. ; la dernière fournée eût lieu en 1951 ; le four a été restauré en 1996.
- le Vieux Pont sur l'Yvel : date de 1682 et a été rénové en 2003[87] ;
- le manoir de Lézonnet, propriété privée, date du XVIe siècle, il est reconstruit avec des matériaux de réemploi, dans la première moitié du XIXe siècle. Il est inscrit à l'inventaire général du patrimoine culturel[88] ;
- le manoir de la Vieille Ville date du XVIe siècle,il  est inscrit à l'inventaire général du patrimoine culturel[89] ;
- Des maisons et fermes anciennes ont un intérêt patrimonial[90] , par exemple à la Ville Cadio[91] ;
- l'ancien moulin à eau de Trégadoret ;
- Le monument des deux guerres mondiales, de l'Indochine et de l'Algérie (128 Loyatais morts pour la France de 1914 à 1959), la commune organisa un concert et un concours de gymnastique lors de son inauguration[92] ; le monument aux Déportés (7 Loyatais morts pour la France en 1944 et 1945 en Autriche), la plaque avec les noms des 12 déportés loyatais, la plaque sur le mur de l'église en souvenir de la rafle du 20 janvier 1944, le monument de Lézonnet, le monument sur la voie verte en souvenir de Jean Cherel et le monument du maquis à Kerbois ;
- Des croix monumentales[93] :
  - Le calvaire au centre du cimetière est classée monument historique ;

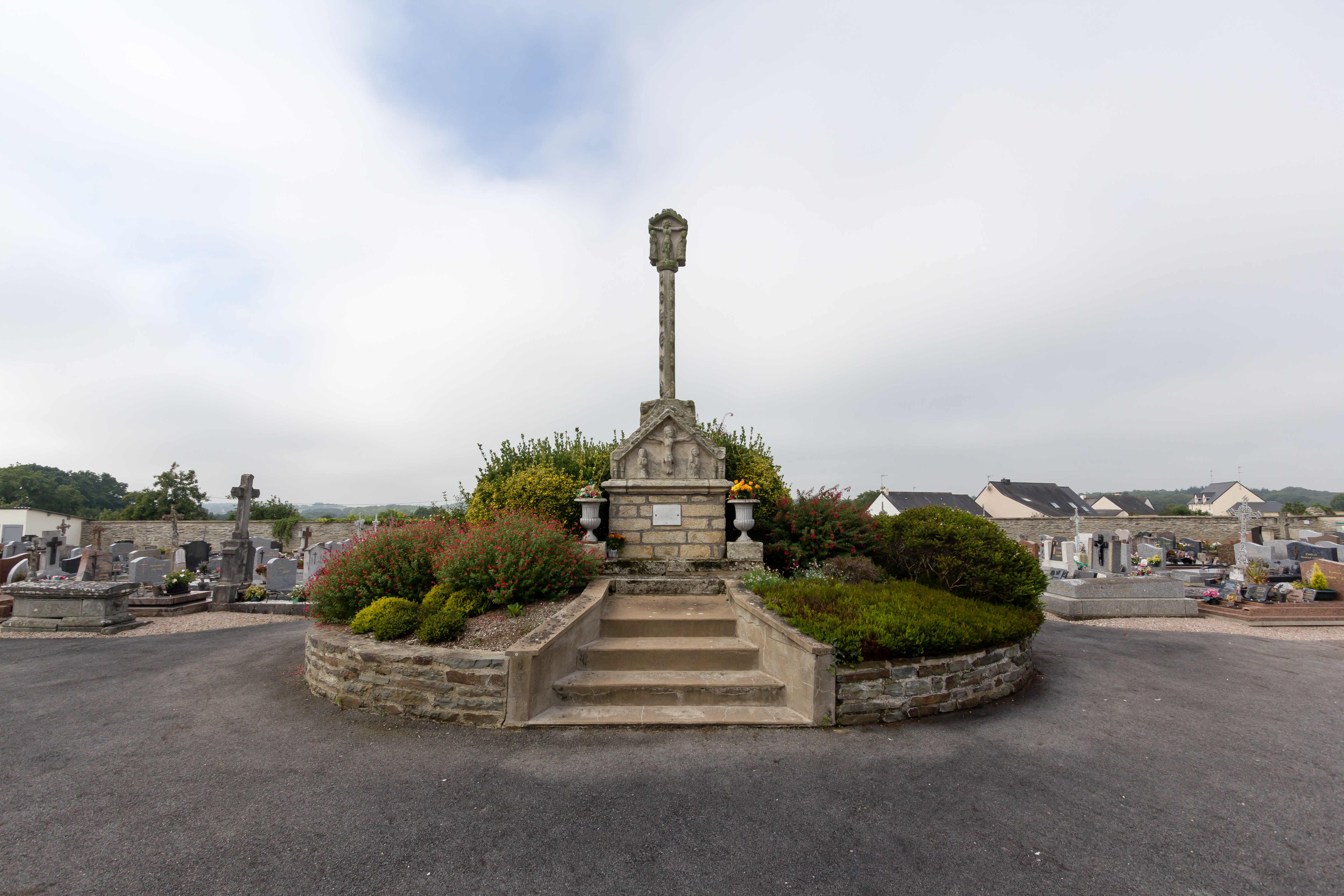
Calvaire du cimetière : vue d'ensemble.
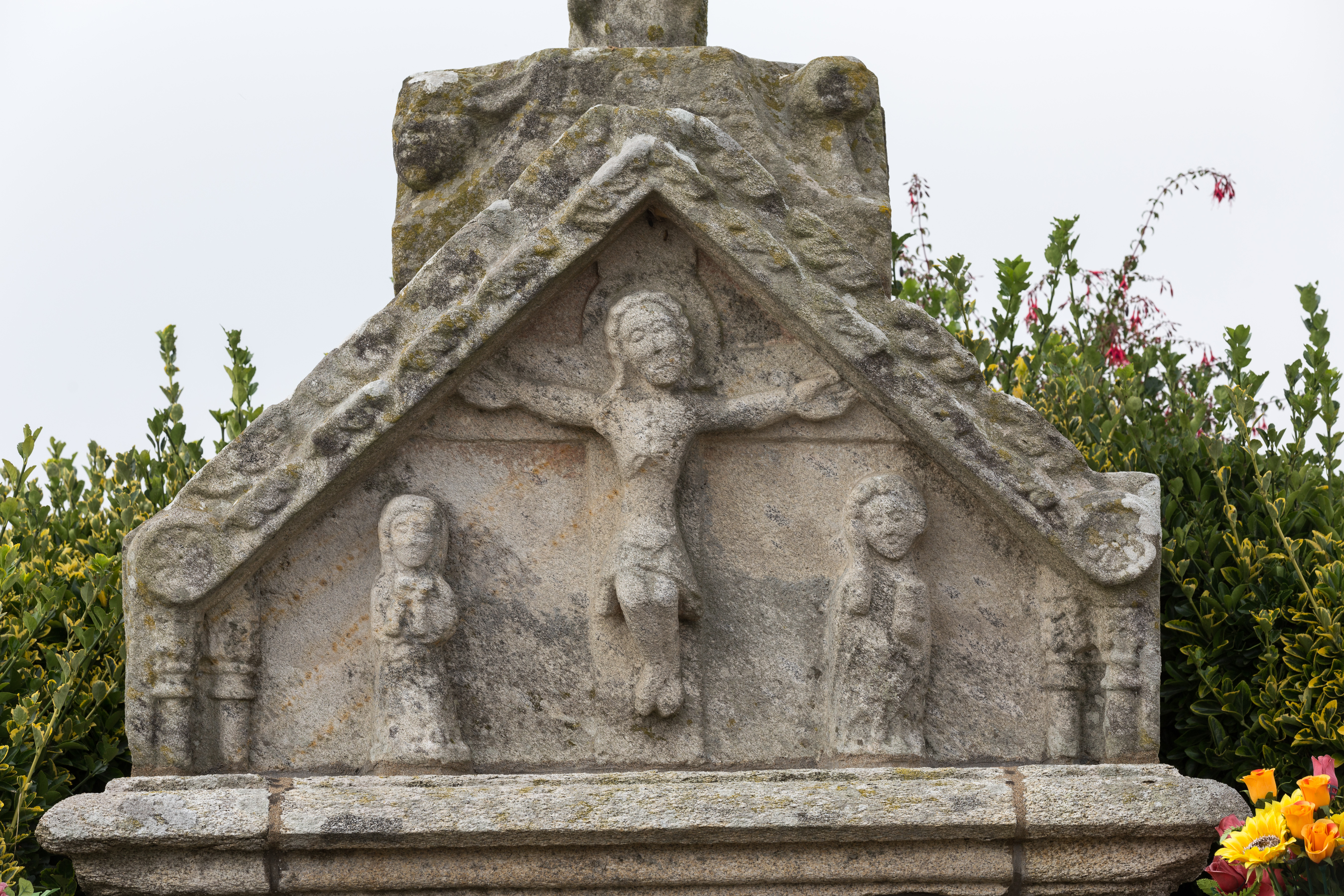
Calvaire du cimetière : partie inférieure du monument.
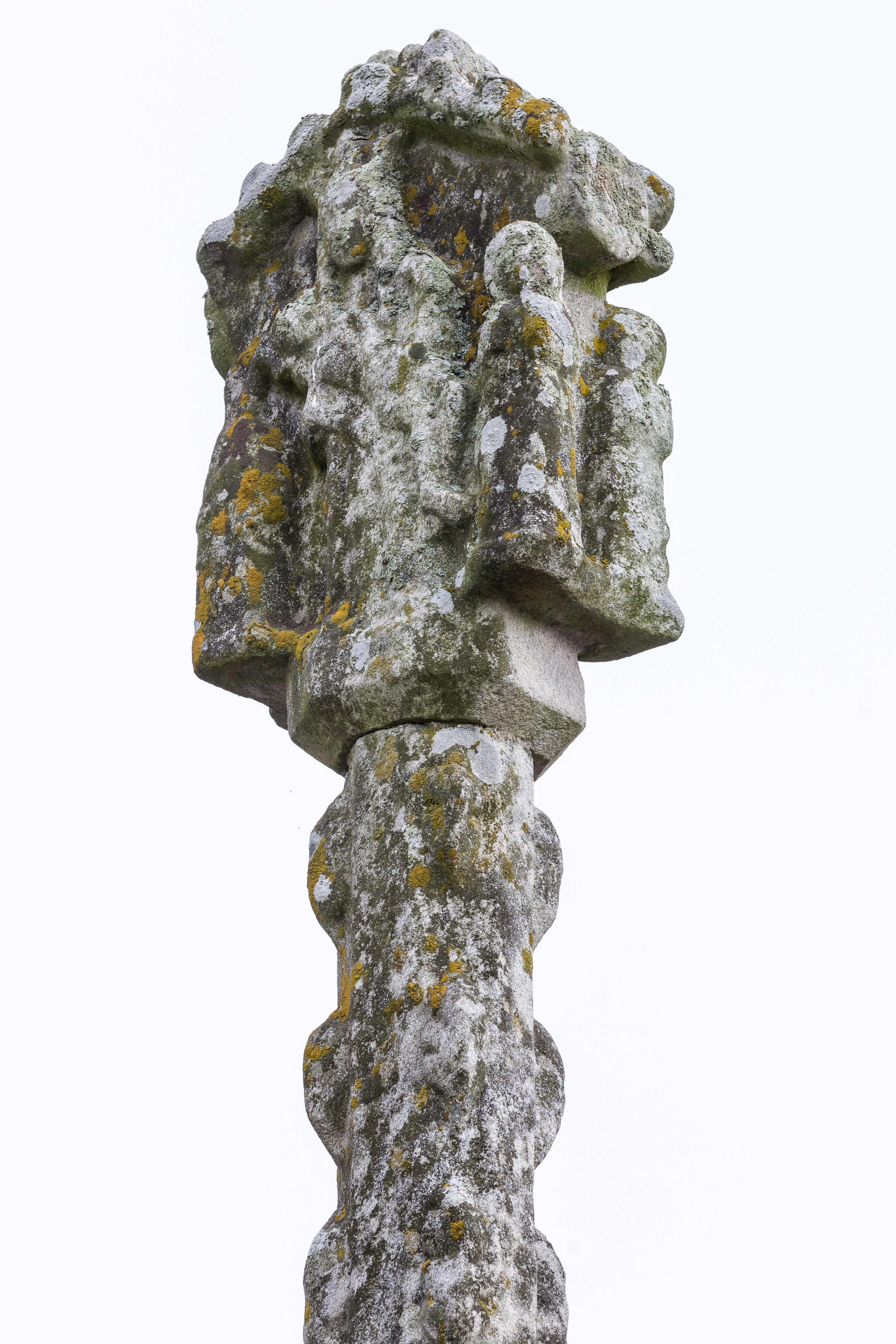
Calvaire du cimetière : partie sommitale.
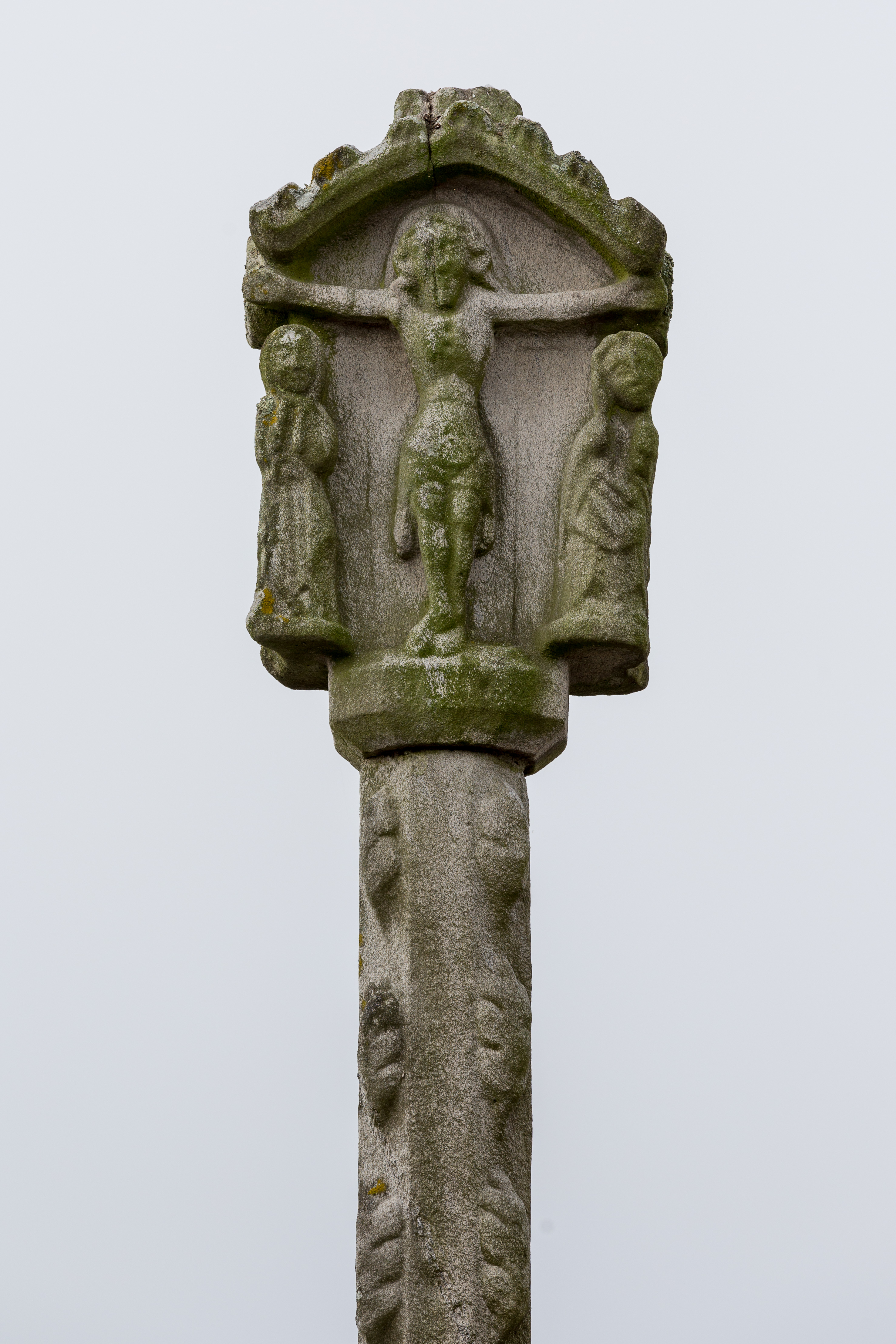
Calvaire du cimetière : partie sommitale (autre face).

- - La Croix face à la mairie[94] ;
  - Des croix de chemin, par exemple celle de Saint-Malo[95] ; une autre près de Lesvran[96] ; celle de Kerbois[97], celles de Tréguier.
- L'aérodrome de Ploërmel - Loyat.

## Légendes et contes
- Dr Alfred Fouquet : Un sorcier de Loyat[98].

## Personnalités liées à la commune
- Napoléon Marie de Nompère, comte de Champagny (29 octobre 1806 - Paris † 31 janvier 1872 - château de La Balluère, Broons-sur-Vilaine), est un homme politique français du XIXe siècle, maire de Loyat (1844-1872) (Second Empire) où il est inhumé.
- Olivier Delourme (1660-1729) né au village de Kerpiton à Loyat, fut un architecte renommé à Loyat (château et ancienne église) mais aussi à Vannes (architecture de la ville, travaux publics, église Saint-Patern, perron et escalier de l'ancien hôtel de ville actuellement hôtel de Limur, réaménagement du canal vers le port, clocher de Saint-Avé, églises de Saint-Gildas-de-Rhuys, de l'abbaye de Prières à Billiers...) et à Bignan, le château de Kerguéhennec[99].
- MgrJean-Marie-Alexandre Morice[Note 27] (1852-1934), évêque des Cayes (Haïti) entre 1893 et 1914.
- Chanoine Pierre Martin[Note 28], (1870-1950), recteur de La Chapelle-Gaceline, puis de Réguiny, , membre de la Société polymathique du Morbihan, auteur de plusieurs ouvrages, notamment sur l'histoire de Rohan, l'église de Réguiny et les chapelles de Loyat[100].
- Anne-Marie Trégouët (1925-2024) née à Loyat, est une résistante de la Seconde Guerre mondiale. Elle a participé au maquis de Saint-Marcel et fait partie des Auxiliaires féminines de l'Armée de terre.
- Jim Rowlands (en) (1972 - ) chanteur populaire, écrivain et enseignant gallois (naturalisé français) - qui a notamment chanté l'hymne gallois et la Marseillaise avant le match France Galles de 2023 sur la pelouse du Stade de France.